# Yilber Díaz
Yilber Daniel Díaz (Guatire, Miranda - 19 de agosto de 2000) es un lanzador profesional venezolano de los Diamondbacks de Arizona del Grandes Ligas de Béisbol.

## Carrera
Yilber Díaz sufrió una lesión en la muñeca jugando baloncesto a los 18 años de edad. Fue cuando decidió ponerle fin a sus aspiraciones en el béisbol y emigró de Venezuela a Perú, en 2019. Se estableció en Lima y se dedicó al comercio informal (venta de golosinas y bebidas y limpieza de parabrisas en la calle) hasta que tuvo la oportunidad de conocer a Jonathan Carrillo, quien dirigía un programa de entrenamiento para  jóvenes beisbolistas. Carrillo logró convencer del talento del joven lanzador a Félix Pérez, un representante de jugadores que dirige una academia de béisbol en Puerto La Cruz-Anzoátegui, en Venezuela; enviando videos de la mecánica de Díaz.Pérez se encargó de coordinar el retorno de Díaz a su país natal y posteriormente firmar con la organización de grandes ligas.
Firmó con los Diamondbacks de Arizona como agente libre internacional en febrero de 2021. Hizo su debut profesional ese año con los Diamondbacks de la Liga Dominicana de Verano.
Inició la temporada 2024 con los Amarillo Sod Poodles antes de ser ascendido a Reno Aces.El 8 de julio de 2024, Díaz fue seleccionado para el roster de 40 y ascendió a las ligas mayores por primera vez. Ese mismo día, se enfrentó a los Bravos de Atlanta, lanzando 6 entradas en una derrota por 5-4. 
El sábado 13 de julio de 2024 obtuvo su primera victoria en grandes ligas, en el partido en el que Arizona derrotó a los Toronto Blue Jays 12 carreras por 1. Díaz lanzó 6 innings en los cuales permitió 4 hits, solo permitió una carrera, dio 2 boletos y ponchó a 2 bateadores.